# 金山衛駅
金山衛駅（きんざんえいえき）は中華人民共和国上海市金山区にある金山線の駅である。計画時の仮称は金山駅だった。

## 駅構造
単式ホーム1面1線と島式ホーム2面4線を有する地上駅。

## 駅周辺
- 金山城市沙滩 - 太平洋に面した海浜公園。沖合いにコンクリート護岸があるため、大きな波は発生しないが、結婚写真の撮影やビーチスポーツを楽しむ市民が訪れている。
- 金山嘴漁村 - 浙江周辺にある漁村の雰囲気を残す地区。海鮮レストランや媽祖廟もある他、中心にある池では噴水ショーも行われている。

## 歴史
- 2012年9月28日 - 開業。

## 隣の駅
上海市域鉄道
■金山線
金山園区駅 - 金山衛駅 - 金山衛西駅（貨物専用駅）

## 参考
1. ↑  “金山铁路支线9月28日运营 金山站更名为金山卫站”. 2014年11月2日時点のオリジナルよりアーカイブ。2012年11月8日閲覧。